# DOGGY BAG
DOGGY BAG（ドギー バグ）は、日本のバンド。松尾雄一（ボーカル・ギター／兄）と松尾光次（ボーカル・ベース／弟）の2人による兄弟ユニット。

## 来歴
1999年5月15日、松尾雄一・松尾光次・高在根（コ・ジェグン）の3人からなる日韓混合音楽ユニット「Y2K」として韓国デビュー。同年7月最終週の韓国の音楽専門チャート誌『KDJC』のロック部門のチャートで、デビュー・アルバム収録曲の「別れた後に」（朝鮮語: 헤어진 후에）が1位を獲得した。
2000年2月、「Y2K」の日本人メンバー2人による「DOGGY BAG」として日本デビュー。その後「VOX POP」を経てSWANKY DANKとして活動中。

## ディスコグラフィー
- 特に表記のない限り発売元はポリドール・レコード。

### シングル
1. 扉（2000年2月2日）
  1. 扉[4:00]
    - （作詞：中島織絵／作曲：関淳二郎／編曲：原一博）
    - ロッテ「アーモンド・チョコレート」CMソング
    - TBS系「王様のブランチ」1、2月度エンディングテーマ

  2. 新しい世界[4:00]
    - （作詞：帆苅伸子／作曲：大八木弘雄／編曲：ホッピー神山・T-Kaz）

  3. 飛翔[4:00]
    - （作詞：山本成美／作曲：梶原秀剛／編曲：中村哲）
2. My Millennium Baby（2000年04月26日）オリコン72位
  1. My Millennium Baby[4:04]
    - （作詞：秋吉久美子／作曲：関淳二郎／編曲：原一博）
    - TX系ドラマ「青い経験」主題歌

  2. 遊戯[4:15]
  3. My Millennium Baby(Back Track)[4:04]
3. BOU-TOKU（2000年05月31日）オリコン60位
  1. BOU-TOKU[4:25]
    - （作詞：棚橋トリコ／作曲：白石紗澄李／編曲：大坪直樹）
    - TBS系「エクスプレス」占いテーマソング

  2. フレンズ[4:40]
    - （作詞：中島織絵／作曲：大八木弘雄／編曲：鈴木Daichi秀行）
    - AK系「TOKYO FM ともだちだね」キャンペーンソング

  3. BOU-TOKU(Back Track)[6:53]
  4. My Millennium Baby（エンハンスド）
4. Ready Lady（2000年08月23日）オリコン30位、登場回数7回
  1. Ready Lady[4:00]
    - （作詞：高柳恋／作曲・編曲：ハリー・カークランド）
    - ANB系ドラマ「OLヴィジュアル系」挿入歌
    - TX系ドラマ「青の衝撃」オープニングテーマ

  2. LOVE@Hacker[3:00]
    - （作詞：山本成美／作曲：和泉一弥／編曲：sathy-n）
    - TBS系ドラマ「20歳の結婚」挿入歌

  3. Ready Lady(Back Track)[4:00]
  4. LOVE@Hacker(Back Track)[3:00]
5. Love Paradise（2000年11月29日）オリコン35位
  1. Love Paradise[4:56]
    - （作詞：森浩美／作曲：TSUKASA／編曲：西平彰）
    - TX系「クイズ赤恥青恥」エンディングテーマ
    - TX系「Dogi Bagi」テーマソング
    - CX「うまいもの好き」エンディングテーマ

  2. 風[3:47]
    - （作詞：松野有里巳／作曲：関淳二郎／編曲：MASAHIDE SAKUMA）

  3. Love Paradise(Back Track)[4:55]
6. release 〜解放〜（2001年05月23日）オリコン53位
  1. release 〜解放〜[4:05]
    - （訳詞：森浩美／作詞・作曲：Mike Hawker・Ivor Raymonde／編曲：CHOKKAKU
    - 東映配給映画「いきすだま〜生霊〜」

  2. stay my baby[5:22]
    - （作詞：康珍化／作曲：辻富美恵／編曲：Sathy-n）

  3. release ～解放～ (back track)[4:02]
7. 新・自動車ショー歌/Blue（2003年01月20日/ガウスエンタテインメント）オリコン49位
  1. 新・自動車ショー歌[4:09]
    - （作詞：たきのえいじ／原作詞：星野哲郎／作曲：浜圭介／編曲：川村栄二）

  2. Blue[4:28]
    - （作詞：松尾雄一／作曲：管野浩司／編曲：三宅享）

  3. 新・自動車ショー歌 (オリジナルカラオケ)[4:09]
  4. Blue (オリジナルカラオケ)[4:26]
8. LOVE NONFICTION（2003年09月10日/Project-T）オリコン59位
  1. LOVE NONFICTION
  2. 愛のチカラ
  3. LOVE NONFICTION (オリジナルカラオケ)

### アルバム
1. DOGGY BAG 1（2000年06月28日）オリコン50位
  1. 扉[4:16]
  2. 青碧[4:16]
  3. BOU-TOKU[4:20]
  4. 経験[4:46]
  5. 新しい世界[4:27]
  6. モナリザ[4:24]
  7. LOVE@Hacker[4:38]
  8. 愛なんてさ![5:35]
  9. フレンズ[4:36]
  10. My Millennium Baby[4:03]
2. DOGGY BAG [2]〜愛の到来 逆襲 来襲〜（2000年12月20日）オリコン50位
  1. Nonfiction kiss[4:10]
  2. Iron wing[4:28]
  3. Miss You[4:25]
  4. 風[3:42]
  5. 確率 〜I meet you〜[5:00]
  6. Love Paradise (Aso★vita mix)[6:02]
  7. WILD & SO SWEET[4:05]
  8. Ready Lady[4:21]
  9. キミじゃなきゃ[4:03]
  10. 戯れ[4:22]
3. LIVE TRACKS 2001 at SHIBUYA-AX（2001年06月27日）
  1. Nonfiction Kiss[5:40]
  2. 青碧 -そら-[4:23]
  3. 扉[4:49]
  4. BOU-TOKU[4:22]
  5. iron wing[4:56]
  6. 遊戯[4:27]
  7. Miss You[4:32]
  8. release 〜解放〜[4:33]
  9. Love Paradise[5:36]
  10. Ready Lady[5:08]
  11. 純愛[4:29]
  12. キミじゃなきゃ[4:25]
  13. My Millennium Baby[4:54]
  14. 確率 〜I meet you〜 ＜encore＞[5:35]
  15. フレンズ ＜encore＞[5:14]
4. BEST BAG（2001年09月05日）オリコン48位
  1. Ready Lady[4:22]
  2. 扉[4:16]
  3. BOU-TOKU[4:23]
  4. release 〜解放〜[4:03]
  5. LOVE@Hacker[4:42]
  6. 遊戯[4:18]
  7. フレンズ[4:39]
  8. 確率 〜I meet you〜[5:00]
  9. Love Paradise[4:57]
  10. release 〜解放〜 (アコースティック・バージョン)[4:05]
  11. My Millennium Baby[4:05]
5. D's BACK（2003年12月24日/Project-T）
  1. TRUTH
  2. 愛のチカラ
  3. LOVE NONFICTION
  4. W.B.W (What a Beautiful World)
  5. THE BRIGHTEST DAY FOREVER
  6. 光で包む (LIGHT PAO)
  7. 花の様に 蝶の様に
  8. SIGNAL
  9. 見えない約束
  10. 手のひらのサヨナラ

### DVD
1. LIVE BAG 2000 -DOGGY BAG FIRST LIVE at AKASAKA BLITZ-（2000年12月20日）
  - マルチアングル機能(全曲)

  1. 扉
  2. 青碧〜そら
  3. モナリザ
  4. フレンズ
  5. LOVE@Hacker
  6. 遊戯
  7. BOU-TOKU
  8. 風
  9. 純愛
  10. マイ・ミレニアム・ベイビー
  11. レディ・レディ
2. LIVE TRACKS 2001 at SHIBUYA-AX（2001年06月27日）
  - DISC1

  1. Nonfiction Kiss
  2. 青碧
  3. 扉
  4. BOU-TOKU
  5. iron wing
  6. 風
  7. 遊戯
  8. 戯れ
  9. Miss you
  10. Release〜解放〜

  - DISC2

  1. Love Paradise
  2. Ready Lady
  3. 純愛
  4. キミじゃなきゃ
  5. My millenium Baby
  6. 確率〜I meet you〜
  7. release〜解放〜
  8. フレンズ
3. VIDEO BAG 1+2（2001年09月05日）オリコン50位
  1. 扉
  2. MY MILLENNIUM BABY
  3. BOU-TOKU
監督：nabeZo
  4. Ready Lady
  5. Love Paradise
監督：塚田康弘
  6. release〜解放〜
監督：渡部武彦